# Allactaea
Allactaea is een geslacht van kreeftachtigen uit de klasse van de Malacostraca (hogere kreeftachtigen).

## Soort
- Allactaea lithostrota Williams, 1974